# Opius coriaciceps
Opius coriaciceps är en stekelart som beskrevs av Fischer 1965. Opius coriaciceps ingår i släktet Opius och familjen bracksteklar. Inga underarter finns listade i Catalogue of Life.